# روشيل أوينز
روشيل أوينز (بالإنجليزية: Rochelle Owens)‏ هي لغوية ومترجمة أمريكية، ولدت في 2 أبريل 1936 في بروكلين في الولايات المتحدة.

## وصلات خارجية
- روشيل أوينز على موقع ديسكوغز (الإنجليزية)